# Tetraonyx femoralis
Tetraonyx femoralis är en skalbaggsart som beskrevs av Dugès 1869. Tetraonyx femoralis ingår i släktet Tetraonyx och familjen oljebaggar. Inga underarter finns listade i Catalogue of Life.